# Envoy of Lucifer
Envoy of Lucifer è il quarto album in studio del gruppo musicale Nifelheim, pubblicato nel 2007 dalla Regain Records.

## Tracce
- Tutti i brani sono scritti da Hellbutcher e Tyrant, eccetto dove indicato.

1. "Infernal Flame of Destruction" - 4:14
2. "Evocation of the End" - 2:18
3. "Open the Gates of Damnation" - 4:31
4. "Claws of Death" (Hellbutcher, Tyrant, Erik Danielsson) - 5:02
5. "Storm of the Reaper" (Hellbutcher, Tyrant, Danielsson) - 4:15
6. "Envoy of Lucifer" (Hellbutcher, Tyrant, Set Teitan) - 3:27
7. "Evil Is Eternal" - 3:59
8. "Raging Flames" - 4:18
9. "Belial's Prey" - 4:23
10. "No More Life" - 7:33

## Formazione
- Hellbutcher - voce
- Tyrant - basso
- Vengance from Beyond - chitarra
- Apocalyptic Desolator - chitarra
- Insulter of Jesus Christ! - batteria